# Saint-Luc (Eure)
Saint-Luc ist eine französische Gemeinde mit 244 Einwohnern (Stand: 1. Januar 2022) im Département Eure in der Region Normandie. Sie gehört zum Arrondissement Évreux und zum Kanton Évreux-3.

## Geografie
Saint-Luc liegt etwa acht Kilometer südöstlich von Évreux. Umgeben wird Saint-Luc von den Nachbargemeinden Le Vieil-Évreux und La Trinité im Norden, Le Val-David im Osten, Garancières im Südosten, Prey im Süden und Südwesten sowie Guichainville im Westen.

## Bevölkerungsentwicklung
| Jahr                       | 1962 | 1968 | 1975 | 1982 | 1990 | 1999 | 2006 | 2019 |
| -------------------------- | ---- | ---- | ---- | ---- | ---- | ---- | ---- | ---- |
| Einwohner                  | 84   | 63   | 121  | 195  | 254  | 231  | 249  | 251  |
| Quellen: Cassini und INSEE |      |      |      |      |      |      |      |      |